# Olivier Laisney
Olivier Laisney est un trompettiste de jazz français né à Saint-Lô en 1982. Il est l'un des représentants de la scène Jazz contemporaine française.

## Biographie
Né en 1982 à Saint-Lô, Olivier Laisney s'est affirmé comme l'un des plus subtils représentants de son instrument, articulant une culture du Jazz marquée par l'influence de Woody Shaw et des grands trompettistes du hard bop, avec des conceptions résolument contemporaines qu'il explore à la tête de ses projets (Slugged, Yantras...). Mais aussi au sein de différents groupes de la nébuleuse du collectif Onze Heures Onze, ainsi que dans les projets de musiciens de jazz français tels que Magic Malik, Louis Sclavis, Laurent Cugny, Stéphane Payen, Alban Darche, Sylvain Cathala, Sarah Murcia, Gilles Coronado etc.
L'intelligence de son phrasé et la précision de son articulation combinées à la manière dont il intègre les éléments de la grammaire du Jazz en font un soliste particulièrement inspiré.

## Discographie

### En tant que leader ou coleader
- 2023: Magic Malik & Fanfare XP1 vol.3, Onze Heures Onze
- 2021 : Olivier Laisney & Yantras, Monks of Nothingness, Onze Heures Onze[1]
- 2021: Onze Heures Onze Orchestra vol.4, Onze Heures Onze
- 2021: Onze Heures Onze Orchestra vol.3, Onze Heures Onze
- 2019 : Magic Malik & Jazz Association, Jazz & People
- 2019: Magic Malik & Fanfare XP1 vol.2, Onze Heures Onze
- 2019 : Oxyd, Lost Animals, Onze Heures Onze
- 2018 : Onze Heures Onze Orchestra, Vol.2, Onze heures onze
- 2017: Magic Malik & Fanfare XP1 vol.1, Onze Heures Onze
- 2017: Onze Heures Onze Orchestra, Vol.1, Onze heures onze
- 2014 : Olivier Laisney & Slugged, Silent Form, Onze Heures Onze
- 2012 : OXYD, Plasticity, Onze Heures Onze
- 2011 : Olivier Laisney & Slugged, Phonotype, Onze Heures Onze
- 2010 : OXYD, Oblivious, Onze Heures Onze
- 2009 : OXYD, Onze heures Onze, Onze heures Onze

### En tant que sideman
- 2023: Gilles Coronado, La Main, Onze Heures Onze
- 2023: Srdjan Ivanic, Modular, Rue des Balkans
- 2023: Nikolov-Ivanic Undectet, Dystopia, Rue des Balkans
- 2022: François Poitou & Pumpkin, Arômes Complexes, Yovo Music
- 2021: Rodolphe Lauretta / Kreolia, Cristal Records
- 2021: Stéphane Payen / The Workshop In & Out, Onze Heures Onze
- 2020: Alban Darche, Le Gros Cube#2; Yolk
- 2020: Sylvain Cathala, Poetry of Storm, Le triton
- 2018 : Alban Darche & l'Orphicube, The Atomic Flonflons, YOLK
- 2018 : Timothée Robert, Vide Médian, Ilona records
- 2016 : Benoit Lugué, Cycles, Shed Music
- 2016 : Convergence, Le Tombeau de Poulenc , Yolk
- 2015 : Stéphane Payen / the Workshop, Music by Doug Hammond, Onze Heures Onze
- 2014 : Alexandre Herer, Audiometry, Onze Heures Onze
- 2014 : The Workshop, Conversation with the drums, Onze Heures Onze
- 2011 : Dress Code, Far away , La fabrique
- 2007 :  Zéphyr Quartet, Au gré du Vent, Association Zéphir